# Fusione AFL-NFL
La fusione AFL–NFL fu la operazione di unione tra le due maggiori leghe di football americano dell'epoca negli Stati Uniti: la National Football League (NFL) e la American Football League (AFL). La lega che ne risultò, conservando nome e logo della "National Football League", divenne la più popolare negli Stati Uniti. La fusione fu annunciata la sera dell'8 giugno 1966. L'accordo previde che i due campionati mantenessero i loro calendari separati per le successive quattro stagioni, dal 1966 al 1969, affinché si unissero ufficialmente nella stagione 1970 formando due gironi chiamati "conference".

## Antefatti

### Gli anni pre-AFL
Dalla sua fondazione nel 1920, la NFL sconfisse la concorrenza di diverse leghe rivali. Prima del 1960, la più importante era stata la All-America Football Conference (AAFC), che iniziò a giocare nel 1946. Questa differiva dalla NFL in diversi modi e i suoi perenni campioni, i Cleveland Browns, erano considerati una delle migliori squadre di football dell'epoca.
Tuttavia, a causa di una cattiva gestione finanziaria, la lega chiuse dopo la stagione 1949. Tre delle sue squadre, i Browns, i San Francisco 49ers e l'incarnazione originale dei Baltimore Colts, furono assorbite dalla NFL nel 1950. La lega divenne brevemente nota come National-American Football League prima dell'inizio della stagione regolare, ma tornò al tradizionale "National Football League" in tempo per l'inizio delle gare.

### Emergere della AFL

Il logo della AFL.

Dopo l'assorbimento della AAFC, la lega rimase senza rivali fino al 1960. Nel 1959, Lamar Hunt, figlio del magnate petrolifero del Texas H.L. Hunt, tentò di acquistare i Chicago Cardinals assieme a Bud Adams e trasferirli a Dallas, o di ottenere una franchigia di espansione della NFL a Dallas. Nel 1959, la lega non aveva nessuna squadra a sud di Washington e le due uniche squadre a est di Chicago (i 49ers e i Los Angeles Rams, erano entrambe in California). La lega, tuttavia, non era interessata ad espandersi all'epoca.
Dopo i vari rifiuti ottenuti, Hunt sviluppò l'idea di creare una nuova lega professionistica, la American Football League. Nel settembre 1959, Hunt fu contattato dalla NFL riguardo a una squadra di espansione a Dallas, ma per allora, questi ormai era interessato solamente alla AFL. La nuova lega poteva contare su sei franchigie nell'agosto 1959 e otto per il suo giorno di debutto nel 1960: queste avevano sede a Boston (Patriots), Buffalo (Bills), New York (Titans), Houston (Oilers), Denver (Broncos), Dallas (Texans), Oakland (Raiders) e Los Angeles (Chargers). Mentre Los Angeles, New York, Oakland e Dallas condividevano il loro mercato con squadre della NFL (Rams, Giants, 49ers e i nuovi Dallas Cowboys, rispettivamente), le altre quattro squadre (Boston, Buffalo, Denver e Houston) allargarono il bacino della nazione per il football professionistico, fungendo da mercati dove all'epoca la NFL non era presente, cosa che si amplificò negli anni a venire col trasferimento di due delle squadre originarie (i Chargers a San Diego nel 1961 e i Texans a Kansas City nel 1963.
Dai piccoli college a maggioranza nera (una fonte quasi ignorata dalla NFL), la AFL firmò stelle come Elbert Dubenion (da Bluffton), Lionel Taylor (da New Mexico Highlands), Tom Sestak (McNeese State), Charlie Tolar e Charlie Hennigan (Northwestern State in Louisiana), Abner Haynes (North Texas State) e diversi altri. Dagli istituti maggiori, giunsero giocatori di talento come il vincitore dell'Heisman Trophy Billy Cannon da LSU, da Arkansas Lance Alworth, da Notre Dame Daryle Lamonica, da Kansas John Hadl, da Alabama Joe Namath, e molti altri. La AFL rivitalizzò anche giocatori della NFL non più desiderati nella lega, i cosiddetti "rifiuti della NFL" che si rivelarono delle stelle del nuovo campionato. Tra questi, Jack Kemp, Babe Parilli, George Blanda, Ron McDole, Art Powell, John Tracey, Don Maynard e Len Dawson. Nel 1960, il primo anno della AFL, le sue squadre firmarono metà dei giocatori scelti nel primo giro nel Draft NFL.
La AFL introdusse molte politiche e regole nel football che in seguito adottò la NFL, inclusi:
- Una stagione regolare da 14 partite, che la NFL adottò nel 1961 (aumentandola da 12 partite), esattamente a un anno dalla stagione inaugurale della AFL. Anche la AAFC nella fine degli anni '40 aveva una stagione da 14 gare.
- Cognomi dei giocatori sul retro della maglie (introdotti nella NFL nel 1970).
- Uno stile di gioco più veloce e eccitante, in contrapposizione agli schemi conservativi della NFL.
- Uso di un pallone leggermente più stretto e lungo, lo Spalding J5V, più semplice da lanciare rispetto a quello della NFL[11], il "Duke" della Wilson.
- Introduzione della conversione da due punti nel football professionistico, similmente alla regola adottata dai college nel 1958 (la AFL abbandonò questa regola dopo la sua ultima stagione nel 1969. La NFL la introdusse nuovamente nel 1994).
- Segnalazione del tempo ufficiale sui tabelloni, al contrario della NFL dove veniva tenuto dagli arbitri in campo.
- Contratto unico per i diritti di ritrasmissione delle partite, prima con la ABC dal 1960[12] al 1964, poi con la NBC[13]
- Condivisione dei cancelli d'entrate e degli incassi tra la squadra in casa e quella in trasferta.

### Competizione tra le due leghe
Inizialmente, la NFL ignorò la AFL e le sue otto squadre, assumendo che la AFL sarebbe consistita in giocatori che non avrebbero trovato un contratto nella NFL e che i tifosi del football professionistico non avrebbero sprecato il loro tempo a guardarli quando avrebbero potuto vedere la NFL. La NFL aveva anche un vantaggio nel campo dei media: per esempio, negli anni sessanta, lo scrittore principale sul football di Sports Illustrated Tex Maule, aveva precedentemente lavorato con il commissioner della NFL Pete Rozelle quando questi era general manager dei L.A. Rams e Maule era l'addetto alle pubbliche relazioni; Maule era certamente leale alla NFL e diversi giornalisti sportivi scrissero editoriali negativi sulla AFL. Un altro esempio era il general manager dei Dallas Cowboys Tex Schramm, uno stretto amico di Rozelle, in grado di influenzare la copertura della NFL su scala nazionale, mentre sulla CBS vi era l'assenza dei punteggi delle gare della AFL e di servizi sulla nuova lega.
Tuttavia, malgrado la stampa avversa e diversamente dalle precedenti rivali della NFL, la AFL fu in grado di sopravvivere e crescere, iniziando a prosperare a metà degli anni sessanta, dopo il trasferimento di Chargers e Texans in mercati non-NFL, la vendita e la ridenominazione dei New York Titans (in Jets) e la loro firma del quarterback della University of Alabama Joe Namath per un contratto senza precedenti del valore di 427.000 dollari. Alla sopravvivenza della lega contribuì anche il contratto televisivo da 36 milioni di dollari dalla NBC per cinque anni a partire dal 1965.
Con l'intensificarsi della rivalità, entrambe le leghe ingaggiarono una costosa rivalità per assicurarsi i migliori prospetti provenienti dal college, pagando alte somme di denaro per rookie senza esperienza. Tale guerra raggiunse il suo apice a metà degli anni sessanta, con i draft tenuti dalle due leghe nello stesso giorno nel tardo autunno. A causa della intensa competizione, le squadre spesso selezionavano i giocatori che reputavano avere più probabilità di firmare, piuttosto che scegliere i migliori giocatori disponibili. Per esempio, tutti credevano che il vincitore dell'Heisman Trophy Mike Garrett, un running back da USC a Los Angeles, avrebbe firmato per una squadra della NFL, così che non fu scelto nel Draft AFL 1966 fino al ventesimo e ultimo giro. Selezionato dai Chiefs e dai Rams come 18º assoluto, sorprendentemente snobbò la NFL e firmò con Kansas City, che aiutò a vincere il titolo AFL nella sua stagione da rookie. Nel draft dell'anno precedente, Chiefs avevano utilizzato la loro scelta del primo giro per Gale Sayers, che però avrebbe firmato per i Chicago Bears.
Una volta che un giocatore aveva firmato per una squadra, che fosse della AFL o della NFL, c'era un tacito accordo tra le due leghe per non corteggiare più quel giocatore e di non corteggiare giocatori che fossero del campionato rivale. Questo accordo non scritto fu rotto nel maggio dai New York Giants della NFL che firmarono Pete Gogolak, il primo placekicker professionista con uno stile mutuato dal calcio, che veniva dai Bills della AFL. La fine di questo patto non scritto causò la rappresaglia della AFL: il co-proprietario degli Oakland Raiders Al Davis prese il posto di commissioner AFL nell'aprile 1966 ed entrò nella guerra dei trasferimenti dopo l'affare Gogolak, facendo firmare a giocatori NFL degni di nota, inclusi John Brodie Mike Ditka, e Roman Gabriel,, contratti con squadre AFL. Dopo l'accordo sulla fusione, però, questi finirono per rimanere nella vecchia lega. Complessivamente, le due leghe spesero sette milioni di dollari in nuovi contratti nel draft 1966.

## L'accordo sulla fusione
Contrariamente alla credenza comune, non fu la AFL ma la NFL che intavolò una discussione per la fusione tra le due leghe, timorosa che la tattica di Davis di "non prendere prigionieri" avrebbe ridotto seriamente la sua base di talento. Tex Schramm, general manager dei Cowboys, a partire dal 1960 contattò segretamente i proprietari della AFL, guidati dai Lamar Hunt di Kansas City, chiedendo loro se fossero interessati a una fusione. Le trattative iniziarono senza mettere al corrente Davis, il nuovo commissioner della AFL. La sera dell'8 giugno 1966, i collaboratori annunciarono l'accordo per la fusione a New York. Le condizioni erano le seguenti:
- Le due leghe si sarebbero combinate in una sola di 24 squadre, ma queste sarebbero salite a 26 nel 1969 e 28 nel 1970, o poco dopo. Le nuove squadre sarebbero state i New Orleans Saints nel 1967, i Cincinnati Bengals nel 1968 e i Seattle Seahawks e i Tampa Bay Buccaneers nel 1976. Era già previsto che gli Atlanta Falcons e i Miami Dolphins iniziassero nel 1966, prima che la fusione fosse annunciata in giugno.
- Sarebbero rimaste tutte le franchigie esistenti e nessuna sarebbe stata trasferita fuori dalla propria area metropolitana.
- Alle squadre NFL sarebbero state pagate "indennità" nel caso condividessero mercati con squadre AFL. Nello specifico, i New York Giants avrebbero ricevuto pagamenti dai New York Jets e i San Francisco 49ers dagli Oakland Raiders. Quello della condivisione dei mercati era stato un problema all'inizio dei primi informali negoziati (tenuti all'inizio del 1964), con la AFL che rifiutò la proposta della NFL di trasferire i Jets e i Raiders rispettivamente a Memphis e a Portland.
- Entrambe le leghe avrebbero tenuto un draft comune per selezionare i giocatori in uscita dal college, terminando effettivamente la guerra sulle offerte. (Il primo draft comune si tenne nel 1967.)
- Le leghe avrebbero mantenuto i propri calendari separati fino al 1969 (anche se alcune gare di pre-stagione avrebbero visto affrontarsi squadre di entrambe le fazioni). Ci si accordò però per disputare un annuale AFL-NFL World Championship Game,[21] che avrebbe visto affrontarsi le due squadre campioni, a partire dal gennaio 1967; la gara avrebbe poi assunto il nome di Super Bowl.
- Le due leghe si sarebbero fuse ufficialmente nel 1970 dando vita a due conference. La lega risultante sarebbe stata conosciuta come National Football League. La storia e i record sarebbero stati incorporati nella nuova lega, ma il nome e il logo della AFL sarebbero stati ritirati.

Tali decisioni sulla fusione dipendevano dall'approvazione del Congresso per evitare di incorrere nelle normative antitrust. Quando Rozelle e gli altri dirigenti del football professionistico apparvero davanti al sotto-comitato del congresso sull'antitrust, presieduto da Emanuel Celler, due punti furono citati ripetutamente:
- Rozelle promise che, se la fusione si fosse verificata, nessuna delle franchigie delle due leghe si sarebbe trasferita.
- Gli stadi con meno di 50.000 posti furono dichiarati inadeguati per il football professionistico, perciò le franchigie con stadi sotto tale soglia avrebbero dovuto espandere i loro posti (in particolare i Denver Broncos col Mile High Stadium) o spostarsi in nuove strutture più capaci (in particolare i Chicago Bears passarono dal Wrigley Field al Soldier Field nel 1971, mentre vi furono aperture di nuovi stadi per i Patriots, lo Schaefer Stadium nel 1971, l'Arrowhead Stadium nel 1972 per i Chiefs e il Rich Stadium Buffalo nel 1973). Solo i Minnesota Vikings rimasero al loro Metropolitan Stadium, l'unico sotto i 50.000 posti, fino al 1982 quando si trasferirono allo Hubert H. Humphrey Metrodome.

Alla fine, il Congresso approvò la legge che diede luogo alla fusione. Il rappresentante della Louisiana Hale Boggs e il Senatore Russell Long furono tra i principali fautori per la sua approvazione e, in cambio, Rozelle approvò la creazione della franchigia dei New Orleans Saints un mese dopo la firma della legge da parte del Presidente Lyndon B. Johnson.
Con l'approssimarsi del 1970, tre squadre della NFL (Baltimore Colts, Cleveland Browns e Pittsburgh Steelers), acconsentirono a unirsi a dieci squadre della AFL (i Cincinnati Bengals e i Miami Dolphins si erano unite alle originarie otto per formare la American Football Conference (AFC). Le altre tredici squadre della NFL formarono la National Football Conference (NFC). Da allora, il Super Bowl ha visto affrontarsi i campioni della AFC e quelli della NFC. Entrambe sarebbero state determinate ogni anno tramite dei play-off.
Anche se le squadre della AFC decisero velocemente gli allineamenti delle proprie division, i 13 proprietari delle squadre della NFC ebbero problemi nel decidere che avversari avrebbero affrontato nelle rispettive division. Molte squadre della NFC desideravano evitare di trovarsi nella stessa division di Cowboys e/o Vikings, preferendo invece trovarsi contro i Saints, la più debole squadra professionistica all'epoca. A 49ers i Rams, entrambe in California, fu garantito di trovarsi nella stessa division, essendo le uniche squadre della NFC a ovest delle Montagne Rocciose. Alla fine si decise che Minnesota sarebbe rimasta nella Central Division e Dallas avrebbe giocato nella NFC Eastern Division, conservando le rivalità dei Vikings con Chicago, Detroit e Green Bay e quelle dei Cowboys con Eagles e Giants. Le due franchigie più recenti, i Saints e i Falcons, furono messe assieme a 49ers e Rams. I Falcons giocavano già contro le squadre della California nella NFL Coastal Division, mentre i Saints facevano parte in precedenza della NFL Capitol Division (con Dallas, Washington e Philadelphia) della Eastern Conference e sarebbero stati costretti a due viaggi stagionali nella West Coast da lì in poi.
Nel frattempo, tutti i tre maggiori network televisivi firmarono dei contratti per ritrasmettere le partite, assicurando stabilità alla lega. La CBS acconsentì a trasmettere tutte le squadre della NFC che giocavano in trasferta, la NBC quelle della AFC in trasferta mentre la ABC si aggiudicò il Monday Night Football, rendendo la NFL la prima lega a vedere le proprie partite trasmesse in prima serata.

## Effetti
Molti osservatori ritennero che la NFL avesse fatto l'affare migliore; il proprietario dei Raiders Al Davis e quello dei Jets Sonny Werblin non concessero alcun pagamento di indennità. Il giornalista Jerry Magee del San Diego Union-Tribune scrisse: "Prendere Al Davis come commissioner fu la cosa più decisiva che la AFL avesse mai fatto. Questi riteneva che la fusione AFL–NFL fosse a svantaggio della AFL."
Altri, tuttavia, ritennero tale scenario forzato. La NFL aveva un contratto televisivo più ricco al momento della fusione, in gran parte grazie all'esclusiva in ricchi mercati come Los Angeles, Chicago, Detroit, Philadelphia, Washington e Baltimora, oltre ad Atlanta e Dallas-Fort Worth, che erano in rapida ascesa. D'altro canto, la AFL aveva squadre che non si trovavano tra i principali mercati dei media, come Miami, Buffalo e Denver (tutti senza altre squadre nelle leghe maggiori) e Kansas City (che aveva solo una debole squadra di baseball poi trasferitasi). Alcuni di questi tifosi della American Football League rimasero delusi perché desideravano che la loro lega continuasse ad esistere. Questi sentimenti si rafforzarono quando due squadre della American Football League vinsero gli ultimi due AFL-NFL World Championship Game nelle stagioni 1968 e 1969.
La vecchia guardia della NFL inizialmente dominò la lega fusa, vincendo la maggior parte delle gare che vedevano opposte squadre della AFL nel 1970 e, in misura minore, nel 1971. Inoltre raggiunse cinque degli otto posti disponibili per i playoff in quei due anni ed entrambe le partecipanti al Super Bowl V. Alla fine, le squadre della AFC si misero al passo, superando quelle della NFC nella seconda metà degli anni settanta.
Anche allora, i difensori della NFL indicarono che tale ragione era da ricercarsi nelle tre squadre della NFL che erano passate alla AFC. Mentre i Colts e i Browns erano delle rispettabili squadre spesso in lotta per i playoff durante quel periodo, i tifosi della AFL accettarono gli Steelers a causa del loro dominio in quegli anni nella lega, vincendo quattro Super Bowl nell'arco di sei anni. Prima della fusione, gli Steelers erano stati per lungo tempo una delle peggiori squadre della NFL, giocando solamente otto stagioni con un record positivo, con una sola apparizione ai playoff, dalla loro nascita nel 1933. Inoltre avevano terminato la stagione 1969 col peggior record della NFL alla pari coi Chicago Bears (1-13). Il bonus di tre milioni di dollari che gli Steelers ricevettero per il trasferimento nella AFC li aiutò a ricostruire la squadra e competere con le altre squadre della "vecchia NFL".
Ad ogni modo, la fusione spianò la strada per una nuova era di prosperità nella NFL. Dal 1970 è rimasta essenzialmente l'unica lega di football professionistico negli Stati Uniti. Altre leghe come XFL, WFL, USFL e UFL, non hanno mai rappresentato una seria sfida per la NFL, fallendo, rispettivamente, dopo una, due, tre e quattro stagioni.
Quattro nuove squadre nacquero nella NFL come parte di accordi non precisati nella fusione tra il 1995 e il 2002:
- I Carolina Panthers e i Jacksonville Jaguars furono annunciati nel 1993 e iniziarono a giocare nel 1995
- I Baltimore Ravens iniziarono a giocare nel 1996, come risultato della controversa decisione di Art Modell di trasferire i Browns a Baltimora. I colori, le uniformi e la storia dei Browns rimasero a Cleveland, con la franchigia che tornò attiva nel 1999.
- Gli Houston Texans si unirono alla NFL nel 2002, dopo che Houston era rimasta senza franchigia per il trasferimento degli Oilers a Nashville, dove sarebbero diventati i Tennessee Titans. L'arrivo dei Texans costrinse a un riallineamento in 8 division di quattro squadre ognuna, permettendo a tutte le squadre di giocare una contro l'altra almeno due volte nell'arco di otto anni (una in casa e una in trasferta).